# Comuna Lidîhivka, Teofipol
Lidîhivka (în ucraineană Лідихівка) este o comună în raionul Teofipol, regiunea Hmelnîțkîi, Ucraina, formată din satele Lidîhivka (reședința), Strokî, Troianivka și Zaruddea.

## Demografie
Componența lingvistică a comunei Lidîhivka
     Ucraineană (99,42%)
     Alte limbi (0,58%)
Conform recensământului din 2001, majoritatea populației comunei Lidîhivka era vorbitoare de ucraineană (99,42%), existând în minoritate și vorbitori de alte limbi.